# NGC 7386
NGC 7386 este o galaxie lenticulară situată în constelația Pegas. A fost descoperită în 18 octombrie 1784 de către William Herschel. Se află la o distanță de 79,8 de megaparseci de Pământ.